# Gräfenroda
Gräfenroda é uma vila e antigo município da Alemanha localizado no distrito de Ilm-Kreis, estado da Turíngia. Gräfenroda foi a sede do antigo Verwaltungsgemeinschaft de Oberes Geratal. Desde 1 de janeiro de 2019, forma parte do município de Geratal.